# 丹东西站
丹东西站位于中华人民共和国辽宁省丹东市振兴区湯池鎮复兴村，经过本站的铁路有丹大快速铁路，距丹东站22公里，大连北站271公里，距丹东市中心13.7公里，距201国道300米，车站对面为丹东浪头机场，建筑面积2500平方米，为客运三等火车站。

## 历史
丹东西站于2015年12月17日随丹大快速铁路一起投入使用。
2018年，因客流量不足，本站停止办理客运业务。